# Izobutanol
Izobutanolul (IUPAC: 2-metil-1-propanol) este un alcool cu formula chimică (CH3)2CHCH2OH. Este un lichid incolor, inflamabil cu un miros caracteristic, folosit în general ca solvent. Printre izomerii săi se numără n-butanolul și terț-butanolul, care au importanță industrială.